# Cantonul Le Châtelet
Cantonul Le Châtelet este un canton din arondismentul Saint-Amand-Montrond, departamentul Cher, regiunea Centru, Franța.

## Comune
| Comune                | Populație (1999) | Cod poștal | Cod INSEE |
| --------------------- | ---------------- | ---------- | --------- |
| Ardenais              | 152              | 18170      | 18010     |
| Le Châtelet           | 1 104            | 18170      | 18059     |
| Ids-Saint-Roch        | 276              | 18170      | 18112     |
| Maisonnais            | 221              | 18170      | 18135     |
| Morlac                | 334              | 18170      | 18153     |
| Rezay                 | 218              | 18170      | 18193     |
| Saint-Pierre-les-Bois | 305              | 18170      | 18230     |